# Antonio Sánchez Belando
Antonio Sánchez Belando   (segle XX - valor desconegut) va ser un ciclista espanyol, professional que va competir durant la dècada de 1950. En el seu palmarès destaca una victòria d'etapa a la Volta a Espanya de 1950.

## Palmarès
- 1949
  - Vencedor d'una etapa a la Volta a Llevant
- 1950
  - Vencedor d'una etapa a la Volta a Espanya

### Resultats a la Volta a Espanya
- 1950. 21è de la classificació general. Vencedor d'una etapa